# Channel
Channel is een plaats in de Canadese provincie Newfoundland en Labrador. Het dorp bevindt zich aan de zuidwestkust van Newfoundland en maakt deel uit van de gemeente Channel-Port aux Basques.

## Geschiedenis
Het dorp werd in de vroege 18e eeuw gesticht door vissers uit de Kanaaleilanden (Engels: Channel Islands).
Vanaf de Vrede van Utrecht (1713) tot de Entente cordiale (1904) behoorde de plaats tot de zogenaamde Franse kust van Newfoundland, waardoor er een grote Franse invloed was. Behalve Fransen waren er vanaf de 19e eeuw voornamelijk ook Amerikaanse vissers aan dit deel van de kust actief.
De plaats was gemeentevrij totdat de gemeente Channel-Port aux Basques opgericht werd in 1945.

## Geografie
Channel ligt op een klein schiereilandje dat uitsteekt in de Straat Cabot. Het grenst aan de natuurlijke haven Port aux Basques in het oosten, Channel Gut in het zuiden en Motherlake Bay in het westen. Het dorp is in het noordwesten vergroeid met het dorp Mouse Island en ligt direct ten zuiden van de veerhaven van Marine Atlantic.

## Galerij

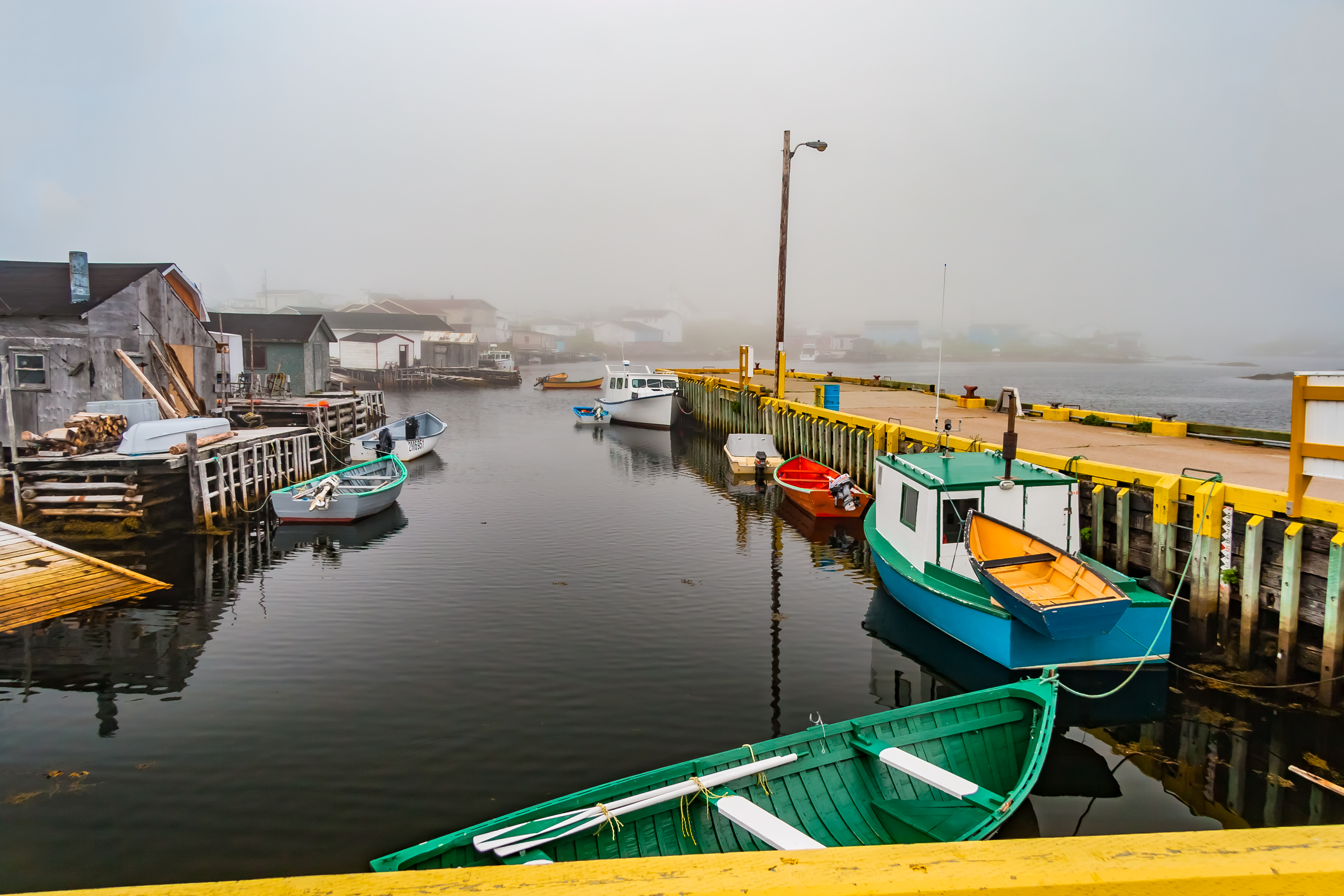
Vissershaven van Channel
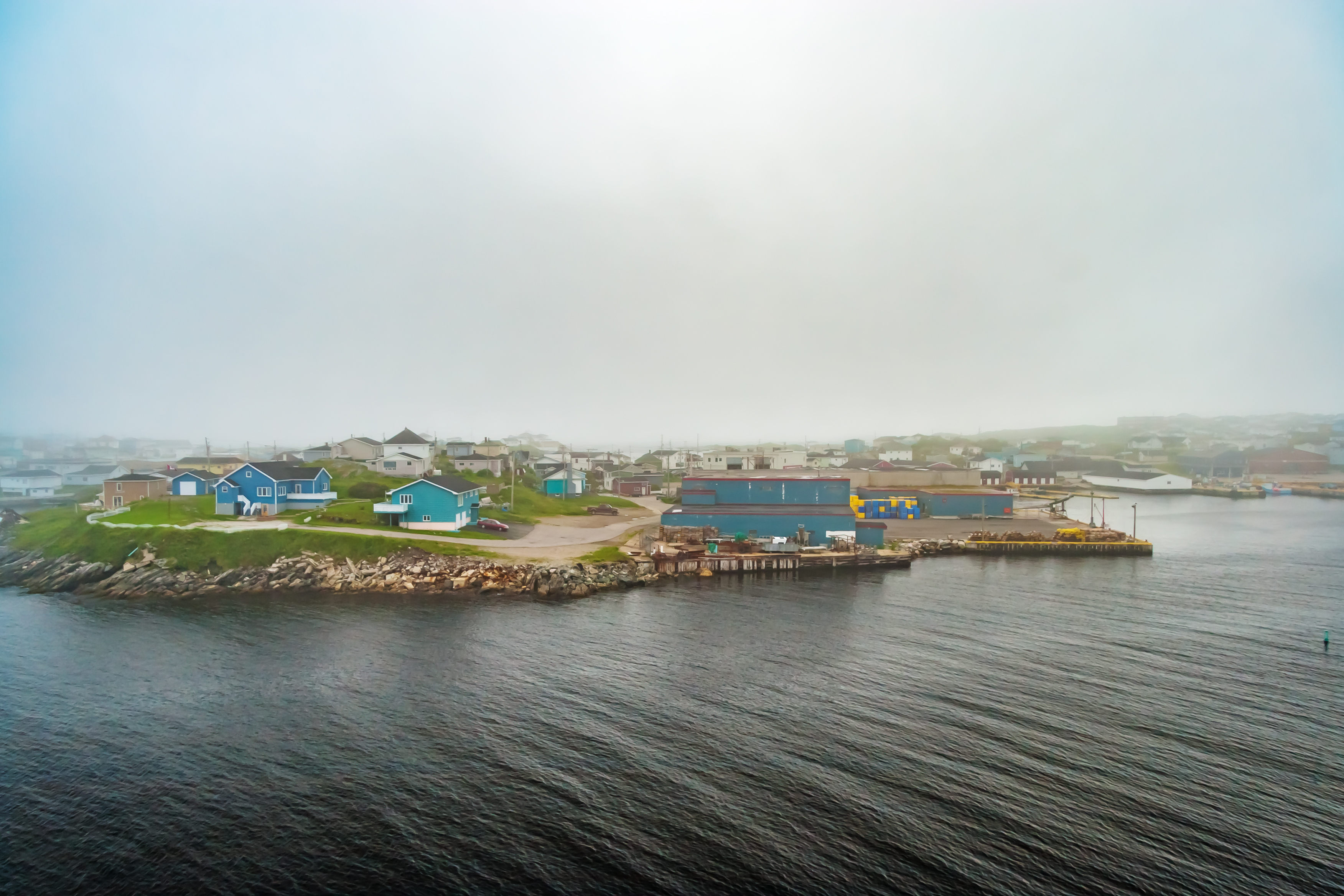
Zicht op Channel vanaf het water van Port aux Basques
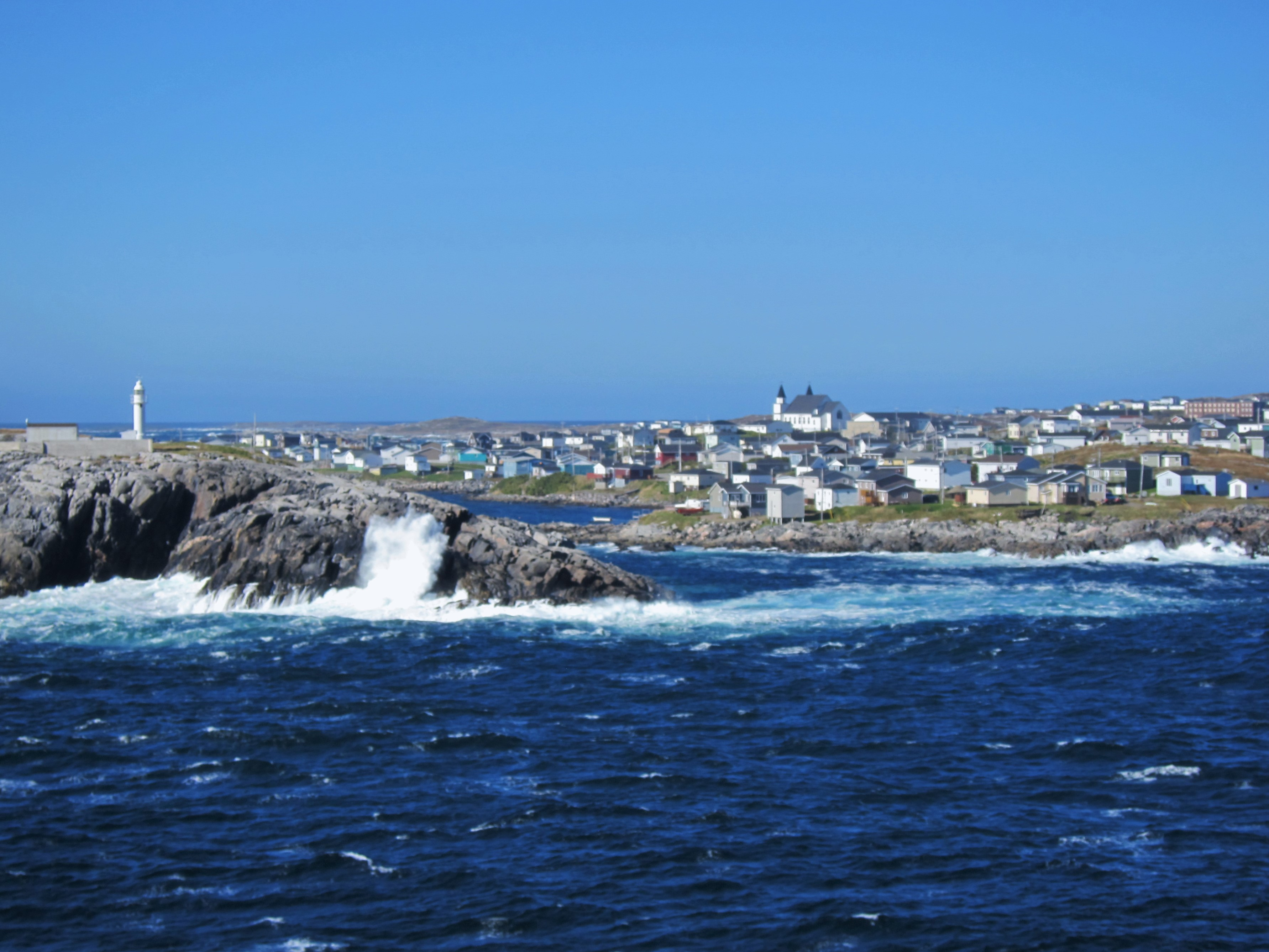
Zicht op het dorp met links de vuurtoren van Channel Head